# Serixia bootangana
Serixia bootangana là một loài bọ cánh cứng trong họ Cerambycidae.